# Eulemur rufifrons
Vượn cáo nâu đỏ (Danh pháp khoa học: Eulemur rufifrons) hay còn gọi là vượn cáo nâu đỏ miền nam là một loài vượn cáo có nguồn gốc từ Madagascar trong họ Lemuridae thuộc phân bộ Strepsirrhini. Đây là loài vượn cáo mới được công nhận qua quá trình nhập, tách về mặt khoa học đối với các loài vượn cáo thông qua những nghiên cứu về mặt di truyền.

## Phân loại
Cho đến năm 2001, nó được coi là một phân loài của loài vượn cáo nâu (Eulemur fulvus). Năm 2001, vượn cáo nâu Eulemur fulvus được chia thành nhiều loài riêng biệt, trong đó có Eulemur rufus, trong đó loài này được thu nhận vào nhóm vượn cáo đỏ Eulemur rufus. Vào năm 2008, Eulemur rufus lại tiếp tục được phân chia thành hai loài, vượn cáo đỏ (Eulemur rufus) và vượn cáo nâu đỏ (E. rufifrons).
Eulemur rufus bao gồm quần thể động vật sống ở trên bờ biển phía tây của sông Tsiribihina và Eulemur rufifrons bao gồm các quần thể vượn cáo sống trên bờ biển phía tây nam sông Tsiribihina và quần thể ở phía đông Madagascar. Sự phân chia loài được dựa trên bằng chứng di truyền và hình thái học. Phân tích DNA ti thể cho thấy rằng Eulemur rufifrons có thể liên quan chặt chẽ hơn đến loài vượn cáo nâu thông thường (E. fulvus), vượn cáo trắng (Eulemur albifrons) và vượn cáo nâu Sanford (Eulemur sanfordi) so với Eulemur rufus vốn là loài ngày xưa được ghép chung với vượn cáo nâu đỏ.

## Đặc điểm
Vượn cáo màu đỏ sống trên bờ biển phía tây Madagascar giữa sông Tsiribihina ở phía bắc và phía nam của sông Fiheranana và ở phía đông Madagascar từ sông Mangoro và sông Onive đến khối núi Andringitra. Nó sống trong các khu rừng đất khô cạn. Có sự thay đổi đáng kể về mặt địa lý trong lịch sử tự nhiên của loài này. Quần thể ở phía Tây có xu hướng có phạm vi nhà nhỏ hơn và mật độ dân số cao hơn quần thể đông, mặc dù kích thước nhóm có xu hướng khá nhất quán (thường là 4-18 cá thể, trung bình là từ 8-9 cá thể). Không có quần thể nghiên cứu nào cho thấy hệ thống phân cấp thống trị và xâm lấn có xu hướng thấp. Quần thể phía tây chủ yếu là hoạt động cả ngày đêm, nhưng tăng hoạt động về đêm trong mùa khô, trong khi quần thể phía đông lại cho thấy sự phân đôi kém hơn.
Vượn cáo nâu đỏ có đầu và thân dài từ 35 đến 48 cm (14 đến 19 inch) và đuôi dài 45 đến 55 cm (18 đến 22 in). Trọng lượng của nó dao động từ 2,2 đến 2,3 kg (4,9 và 5,1 lb). Nó có một lớp lông khoác màu xám và mặt đen, mõm và trán cũng đều đen, cộng với một đường màu đen từ mõm vào trán với những mảng lông mày màu trắng, những con đực có má và râu màu trắng hoặc màu kem, trong khi con cái có má hoặc má và râu rậm nhưng độ rậm thì ít rậm hơn con cái. Chúng sinh sản theo mùa. Ở quần thể phía tây, một con đực thường độc chiếm tất cả các con cái trong nhóm, trong khi ở quần thể miền đông thì sự độc chiếm như vậy thì ít hơn. 

## Chế độ ăn
Chế độ ăn uống của vượn cáo nâu đỏ khá đa dạng, bao gồm lá, hạt, trái cây, mật hoa và hoa, nhưng nhiều hơn ở các quần thể miền đông. Quần thể ở phía Tây có xu hướng dựa nhiều hơn vào các loại lá trong chế độ ăn uống của chúng. Chúng cũng cho con của mình ăn vỏ cây để giúp tiêu diệt ký sinh trùng. Những con vượn cáo nhai, chà xát cuốn chiếu lên cơ thể, thậm chí ăn thịt chúng để giải quyết một số vấn đề sức khỏe, một số con vượn cáo Eulemur rufifrons đã sử dụng cuốn chiếu với mục đích điều trị và ngăn ngừa một số tình trạng như mẩn ngứa hay sụt cân do ký sinh trùng trong ruột gây ra, một số con nhai cuốn chiếu, tạo ra loại chất màu cam có thể là hỗn hợp giữa nước bọt với dịch từ cơ thể cuốn chiếu.
Sau khi nhai, vượn cáo cọ xát chúng vào bộ phận sinh dục, hậu môn và đuôi. Hành vi chà xát vật thể, chất hoặc vật liệu nào đó lên một số bộ phận ở vượn cáo và các loài có vú khác gọi là tự xoa dầu để trao đổi thông tin với cá thể khác, loại bỏ chất độc từ thức ăn hoặc bôi thuốc. Việc tự xoa dầu kết hợp với ăn dịch cuốn chiếu nhiều khả năng là một cách dùng thuốc của vượn cáo vì cuốn chiếu chứa benzoquinone, loại chất có nhiều tác dụng như chống muỗi, vượn cáo tận dụng điều này để loại bỏ ký sinh trùng ở ruột. Một trong số đó là Oxyuridae nematodes, giun ký sinh gây tấy và phát ban xung quanh hậu môn.
Nhiều con với những vùng trụi lông ở đằng sau, phía dưới cơ thể. Đây là nơi để ngồi và nhiều khả năng tình trạng này xảy ra do thường xuyên cọ xát. Những vùng trụi lông như vậy có thể là dấu hiệu cho thấy chúng nhiễm Oxyuridae. Vượn cáo không phải loài vật duy nhất chà xát hay ăn thịt cuốn chiếu mà một số loài chim cũng làm điều tương tự, đây là hiện tượng động vật tự chữa bệnh. Cuốn chiếu có nhiều chất hóa học giúp chúng tự vệ trước động vật săn mồi. Các chất này, trong đó có nhiều loại axit và ancaloit, có thể trở thành thuốc chữa, thuốc giảm đau, chất kích thích, thậm chí chất độc với một số loài vật.